# Aéroport de Fox Harbour
Ne doit pas être confondu avec Aérodrome Saint Lewis-Fox Harbour.
L'aéroport de Fox Harbour est un aéroport privé situé à 2,8 km au nord de Fox Harbour en Nouvelle-Écosse au Canada.